# Lactarius subpallidipes
Lactarius subpallidipes é um fungo que pertence ao gênero de cogumelos Lactarius na ordem Russulales. Encontrado no Brasil, foi descrito cientificamente pelo micologista alemão Rolf Singer em 1983.